# The Carmichael Show
The Carmichael Show est une série télévisée américaine en 32 épisodes de 22 minutes créée par Nicholas Stoller, Jerrod Carmichael, Ari Katcher, et Willie Hunter, diffusée entre le 26 août 2015 et le 9 août 2017 sur le réseau NBC et au Canada sur le réseau Global.
Cette série est inédite dans tous les pays francophones.

## Synopsis
La série présente les péripéties de Jerrod Carmichael et des relations qu'il entretient avec sa famille très envahissante, dans la ville de Charlotte en Caroline du Nord, en s'inspirant de la vie réelle du comédien.

## Distribution

### Acteurs principaux
- Jerrod Carmichael : Jerrod Carmichael
- Amber Stevens West : Maxine
- Lil Rel Howery : Bobby Carmichael
- Tiffany Haddish : Nekeisha
- Loretta Devine : Cynthia Carmichael
- David Alan Grier : Joe Carmichael

## Production

### Développement
Le projet prend forme le 30 avril 2014, avec la commande d'un pilote, par NBC, cependant le projet n'a pas abouti.
Le 3 novembre 2014, la chaîne décide de commander un nouveau pilote.
Le 10 mars 2015, le réseau NBC annonce officiellement après le visionnage du pilote, la commande du projet de série, avec une première saison de six épisodes,.
Le 26 mars 2015, NBC planifie diffuser le pilote le 5 août 2015, avant de finalement décider de repousser le lancement au 26 août 2015.
Le 14 septembre 2015, la série obtient une deuxième saison, puis le 22 janvier 2016, la date de son lancement est annoncée au 13 mars 2016.
Le 16 février 2016, la chaîne décide finalement d'avancer le lancement de la deuxième saison au 9 mars 2016.
Le 15 mai 2016, NBC annonce la reconduction de la série pour une troisième saison de treize épisodes.
Le 30 juin 2017, la série est annulée, mais tous les épisodes seront diffusés.

### Casting
Les rôles principaux ont été attribués dans cet ordre : Jerrod Carmichael, Amber Stevens West, Loretta Devine et David Alan Grier.

## Épisodes

### Première saison (2015)
La saison a été diffusée par blocs de deux épisodes durant trois semaines du 26 août 2015 au 9 septembre 2015.
1. Pilot
2. Protest
3. Kale
4. Gender
5. Prayer
6. Guns

### Deuxième saison (2016)
Elle a été diffusée du 9 mars 2016 au 29 mai 2016.
1. Everybody Cheats
2. Fallen Heroes
3. The Funeral
4. Perfect Storm
5. Gentrifying Bobby
6. New Neighbors
7. Ex Con
8. The Blues
9. Facebook Friends
10. Man's World
11. Maxine's Dad
12. Porn Addiction
13. President Trump

### Troisième saison (2017)
Cette dernière saison de treize épisodes est diffusée depuis le 31 mai 2017.
1. Yes Means Yes
2. Support the Troops
3. Grandma Francis
4. Lesbian Wedding
5. Cynthia's Birthday
6. Shoot-Up-Able
7. Morris
8. Intervention
9. Evelyn and Vernon
10. Maxine's Sister
11. Low Expectations
12. Three Year Anniversary
13. Gold Diggers